# Montañas Zangezur

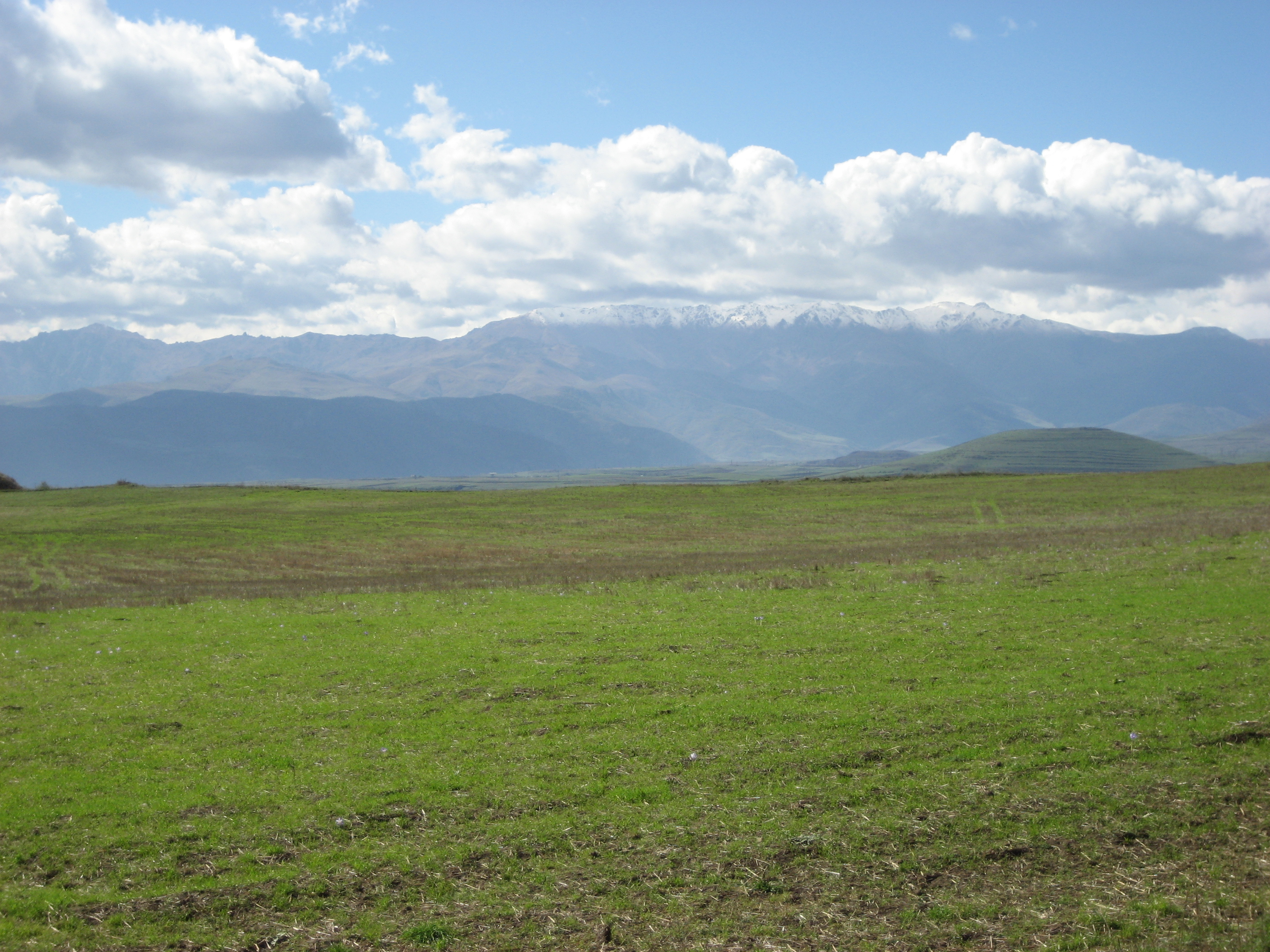
Montañas Zangezur.

Las montañas Zangezur (en armenio: Զանգեզուրի լեռներ o Սյունյաց լեռներ, en azerí: Zəngəzur dağları) son una pequeña cordillera del Cáucaso Menor, situada a caballo entre Armenia y Azerbaiyán, en la provincia de Syunik y la República Autónoma de Najicheván. Tiene amplias zonas boscosas que cubren más del 20 % del territorio y alcanzan una altitud de 2200-2400 m. El resto de Armenia está casi vacía de bosques. Solo los hay en pequeñas islas en las laderas orientales de las cordilleras Aragats y Tsakhkunyats y en las puntas sudoccidentales de las montañas Gegham.